# Don Cartagena
Albums de Fat Joe
Jealous One's Envy
(1995) Jealous Ones Still Envy
(2001)
Singles
1. Don Cartagena
Sortie : 14 juillet 1998
2. John Blaze
Sortie : 11 octobre 1998
3. Bet Ya Man Can't (Triz)
Sortie : 29 septembre 1998

Don Cartagena est le troisième album studio de Fat Joe, sorti le 1er septembre 1998.
L'album, qui s'est classé 2e au Top R&B/Hip-Hop Albums et 7e au Billboard 200, a été certifié disque d'or le 20 octobre 1998 par la Recording Industry Association of America (RIAA).

## Liste des titres
| No  | Titre                                                                                        | Contient un (des) sample(s) de | Durée |
| --- | -------------------------------------------------------------------------------------------- | --- | ----- |
| 1.  | Courtroom Intro (Produit par Mack 10)                                                        | | 1:03  |
| 2.  | The Crack Attack (Produit par L.E.S.)                                                        | Have Mercy on Me des East St. Louis Gospelettes Shook Ones Part II de Mobb Deep Slow Dance de Stanley Clarke Find Out de Fat Joe featuring Armageddon        | 2:54  |
| 3.  | Triplets (featuring Big Pun et Prospect – Produit par Dame Grease)                           | | 3:48  |
| 4.  | Find Out (featuring Armageddon – Produit par Marley Marl)                                    | | 3:25  |
| 5.  | Don Cartagena (featuring Diddy – Produit par Richard Frierson)                               | Si Me Dejas Ahora de José José | 3:50  |
| 6.  | My World (featuring Big Pun – Produit par Baby Paul)                                         | Don't You Know That? de Luther Vandross | 3:57  |
| 7.  | John Blaze (featuring Nas, Big Pun, Jadakiss et Raekwon – Produit par Ski)                   | Dirty Ole Man de Mandrill Method Man (Remix) (Skunk Mix) du Wu-Tang Clan How High (Remix) de Method Man & Redman Clock Strikes (Remix) de Timbaland et Magoo | 4:50  |
| 8.  | Walk on By (featuring Charli Baltimore – Produit par Buckwild)                               | High on Sunshine des Commodores | 3:58  |
| 9.  | Dat Gangsta Shit (Produit par DJ Premier)                                                    | Jericho Jerk de Michel Colombier et Pierre Henry | 3:10  |
| 10. | Bet Ya Man Can't (Triz) (featuring Big Pun, Cuban Link et Triple Seis – Produit par JAO)     | Got to Be Real de Cheryl Lynn No Time de Lil' Kim featuring Puff Daddy                                                                                       | 5:01  |
| 11. | Misery Needs Company (featuring N.O.R.E. – Produit par The Beatnuts et Ghetto Professionals) | Bring the Noise de Public Enemy | 4:21  |
| 12. | The Hidden Hand (featuring Terror Squad – Produit par Spunk Biggs)                           | Pavane for a Dead Princess d'Eumir Deodato Slow Dance de Stanley Clarke                                                                                      | 5:06  |
| 13. | My Prerogative (featuring Armageddon – Produit par Armageddon)                               | | 4:04  |
| 14. | Good Times (featuring Layzie Bone et Krayzie Bone – Produit par Rashad Smith)                | Baby Lets Rap Now des Moments | 3:46  |
| 15. | Terror Squadians (featuring Terror Squad – Produit par Kurt Gowdy)                           | | 5:07  |